# 西门·斯皮勒·尼尔森
西门·斯皮勒·尼尔森（挪威語：Simen Spieler Nilsen，1993年8月4日—），挪威男子速度滑冰运动员。他曾代表挪威获得2018年冬季奥运会速度滑冰比赛男子团体追逐赛金牌。他也参加了2014年冬季奥运会。